# Jardiel Vieira Soares
Jardiel Vieira Soares (Pinheiro, 26 de julho de 1996) é um futebolista paralímpico brasileiro.
Ele conheceu o futebol de 5 em um evento de sua escola e, pouco tempo depois, um treinador o chamou para jogar torneios ao lado de pessoas sem deficiência. Aos 16 anos, começou a se dedicar exclusivamente ao futebol paralímpico. Ele compôs a Seleção Brasileira, equipe campeã dos Jogos Paralímpicos de Verão de 2020 em Tóquio.

## Títulos
- Jogos Parapan-Americanos (2019 e 2023) - Medalha de ouro
- Jogos Paralímpicos (2020) - Medalha de ouro
- Copa América (2019)